# Xã Washington, Quận DeKalb, Missouri
Xã Washington (tiếng Anh: Washington Township) là một xã thuộc quận DeKalb, tiểu bang Missouri, Hoa Kỳ. Năm 2010, dân số của xã này là 1.844 người.